# 4 Linshader
Unter der Adresse 4 Linshader in der Ortschaft Linshader auf der schottischen Hebrideninsel Lewis and Harris befindet sich eine Villa. 1993 wurde das Bauwerk in die schottischen Denkmallisten in der Denkmalkategorie C aufgenommen.

## Geschichte
Das Gebäude wurde vermutlich im mittleren bis späten 18. Jahrhundert errichtet. Seine Dimensionierung und Ausgestaltung legt nahe, dass es sich ursprünglich um das Wohnhaus eines Tacksmans gehandelt hat, einem hervorgehobenen Landpächter eines Landherrn oder Lairds, der gesonderte Abgabepflichten für Landerträge sowie das Recht der Unterverpachtung genoss. In den 1990er Jahren lag die Villa als Ruine vor.

## Beschreibung
Das Gebäude steht abseits der Stichstraße nach Linshader am Südufer des Loch Kinhoulavig, einer Nebenbucht des Loch Roag, gegenüber der kleinen Insel Trosdam und der Siedlung Callanish. Stilistisch ist die Villa nicht inseltypisch, sondern weist Merkmale der Architektur der Lowlands auf. Die nordostexponierte, der Bucht zugewandte Hauptfassade der zweigeschossigen Villa ist drei Achsen weit. Mit seinem mittig heraustretenden Kreuzgiebel weist 4 Linshader einen T-förmigen Grundriss auf. Die Eingangstür befindet sich im Innenwinkel des Kreuzgiebels. Am Südostgiebel ist ein flacher Körper mit Pultdach fortgeführt, bei dem es sich vermutlich um einen späteren Anbau handelt. Die rückwärtige Fassade ist asymmetrisch aufgebaut. Äußerlich sind die Fassaden mit Harl verputzt. Das abschließende Satteldach ist schiefergedeckt und mit giebelständigen beziehungsweise an der Rückseite einem traufständigen, Kaminen ausgeführt. Zur Straße ist ein umfriedeter Garten abgegrenzt.